# ウィリアム・グラッケンズ
ウィリアム・ジェームズ・グラッケンズ（英語: William James Glackens, 1870年3月13日 - 1938年5月22日）はアメリカ合衆国の画家、イラストレーターである。

## 略歴
ペンシルベニア州のフィラデルフィアで生まれた。兄のルイス・グラッケンズ（Louis M. Glackens:1866–1933)は雑誌「Puck」などで活躍した漫画家になった。フィラデルフィアの新聞「Philadelphia Record」で働き、「Philadelphia Press」の挿絵画家になった。仕事の終わった後に、フィラデルフィアのペンシルベニア美術アカデミーでトマス・アンシュッツに絵画を学んだ。美術アカデミーで、ジョン・スローンと一緒に学ぶことになり、スローンを通じて、ロバート・ヘンライと知り合い、この仲間が後に、美術家の集団、「アシュカン派」の中心的なメンバーになった。
1895年にヨーロッパに渡り、グラッケンズはオランダで一年間修行した後、パリで修行し1896年にフィラデルフィアに戻った。1898年にはジョージ・ラクスとキューバを旅し、1906年にはフランス。スペインを訪れた。1904年に裕福な絹商人の娘で画家のエディス・ディモック(Edith Dimock)と結婚した。
1908年にヘンライらと作った「The Eight」のグループ展に出展した。「The Eight」はグラッケンズ、ヘンライ、スローンの他、ジョージ・ラクス、エヴァレット・シンといった後に「アシュカン派」の画家とされる画家の他に、モーリス・プレンダーガスト、アーネスト・ローソン、アーサー・ボーウェン・デービスのような主張の異なるメンバーが含まれていた。1910年頃までに鮮やかな色彩の絵画を描くようになり、フランスの画家ルノワールに比較されるほどになった。
1916年に新たに創設された独立芸術家協会（Society of Independent Artists）の会長になった。この協会の目的は、あまり知られていない画家たちに展示の機会を与えることにあった。1925年から1935年の間にしばしばフランスを旅し、印象派やポスト印象派の作品を研究した。1933年と1936年にペンシルベニア美術アカデミーの展覧会で金賞を受賞した。「The Eight」のメンバーのスローンとルークスが家庭生活がうまくゆかず、収入も不安定であったのに比べて、グラッケンズの家庭生活はきわめて恵まれていた。
創作活動以外に、かつてペンシルベニア美術アカデミーで一緒に学んだ、アルバート・C．バーンズのために、1912年にヨーロッパに旅し、ポール・セザンヌ、ピエール＝オーギュスト・ルノワール、パブロ・ピカソの作品などフランス近代絵画2,500点以上を擁するバーンズ・コレクションの形成に貢献した。

## 作品

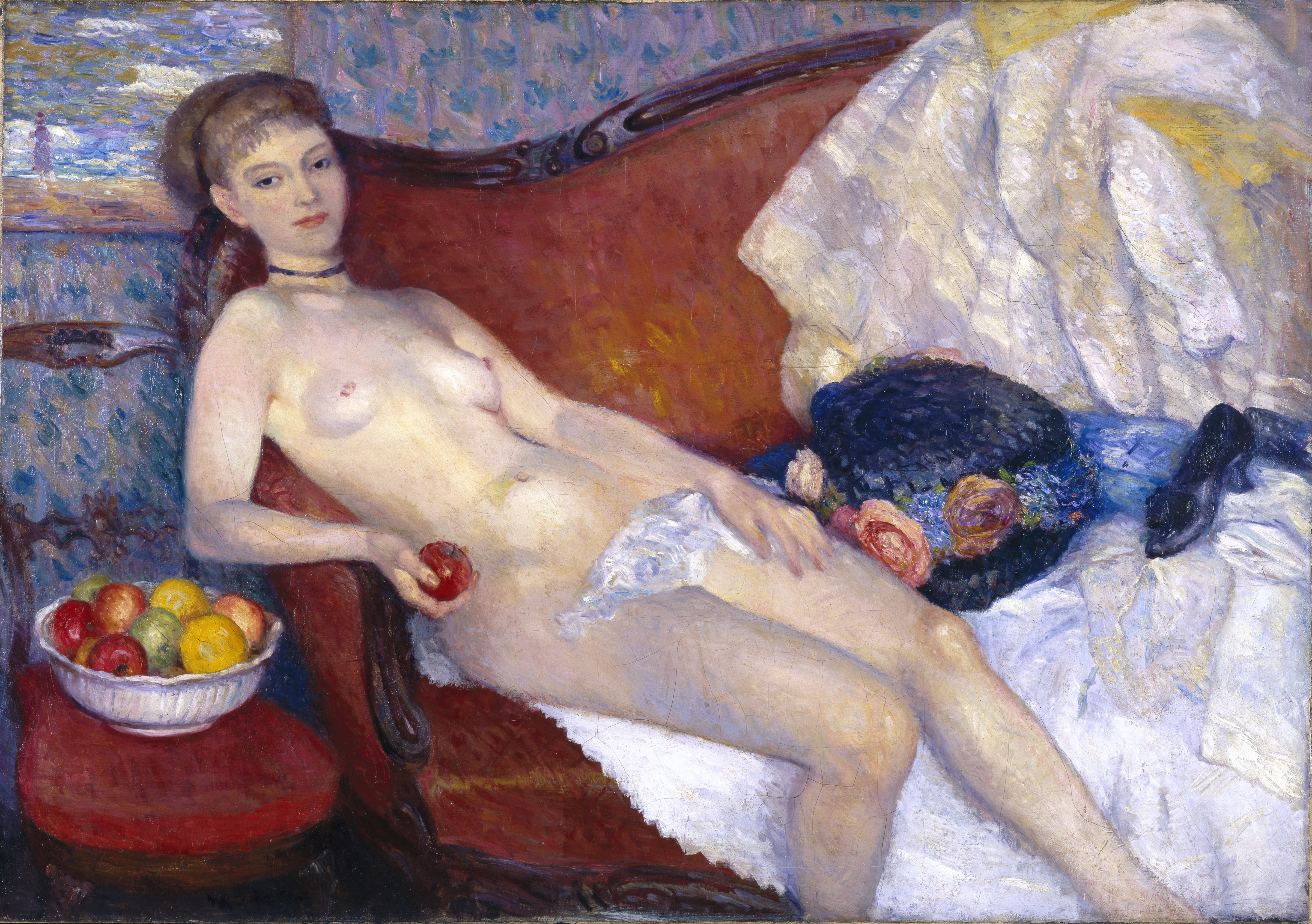
Nude with Apple
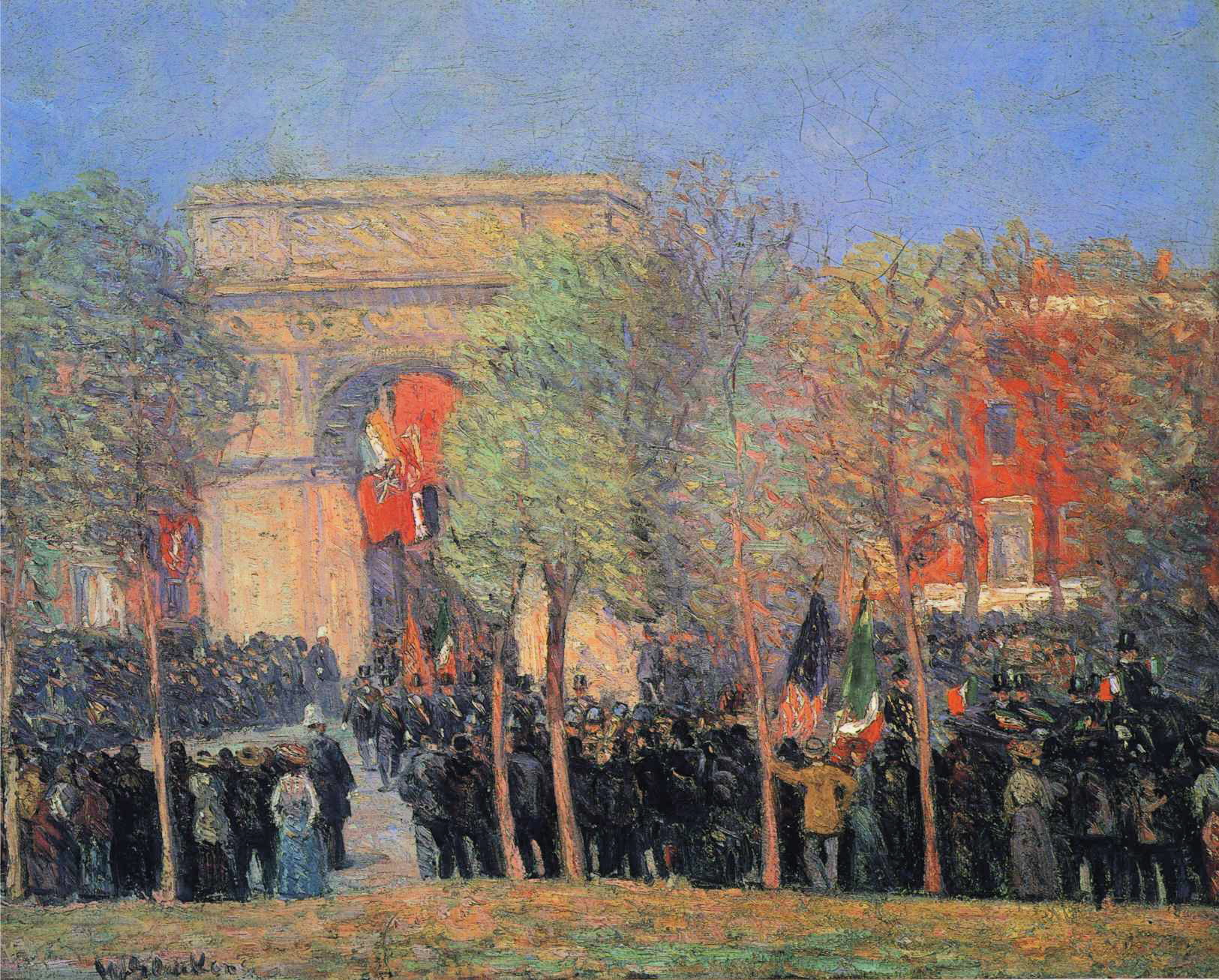
Italo-American Celebration, Washington Square
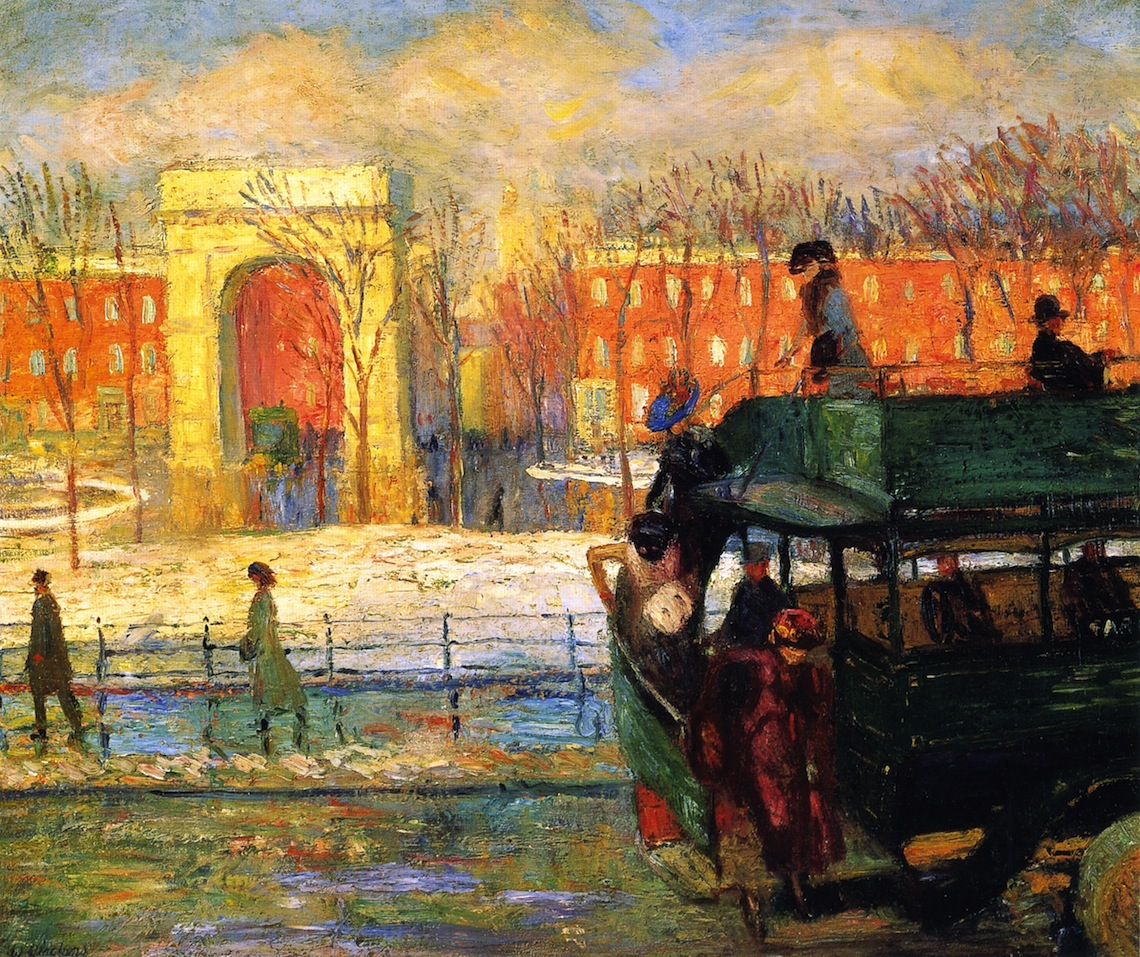
Descending from the Bus
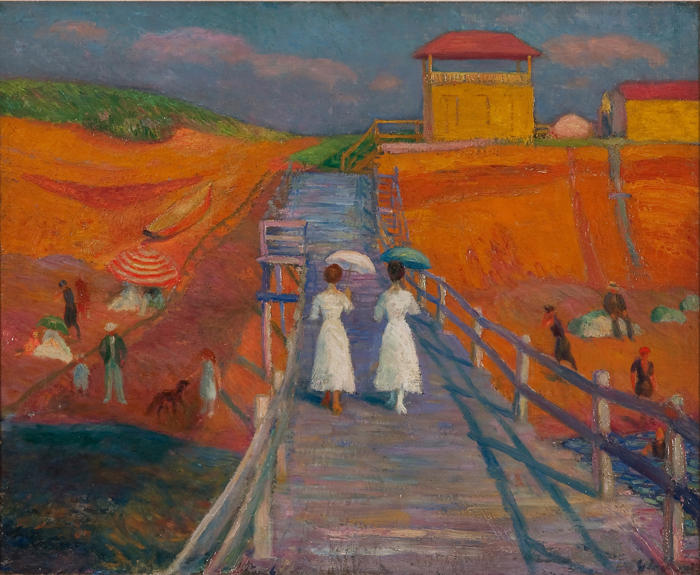
Cape Cod Pier
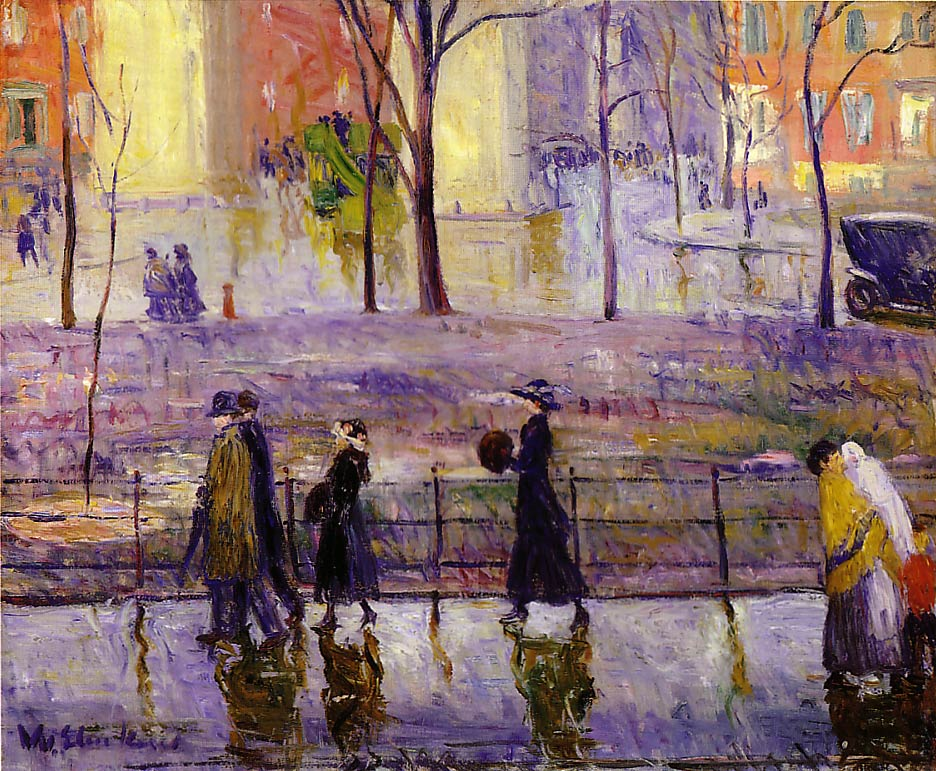
March Day Washington Park
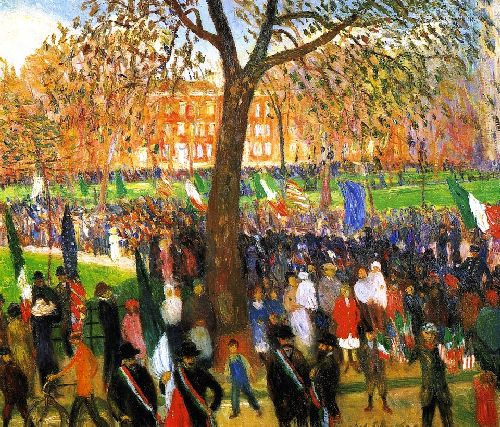
Parade
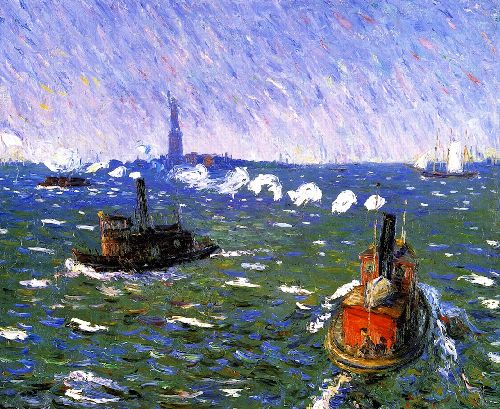
Breezy Day Tugboats, New York Harbor
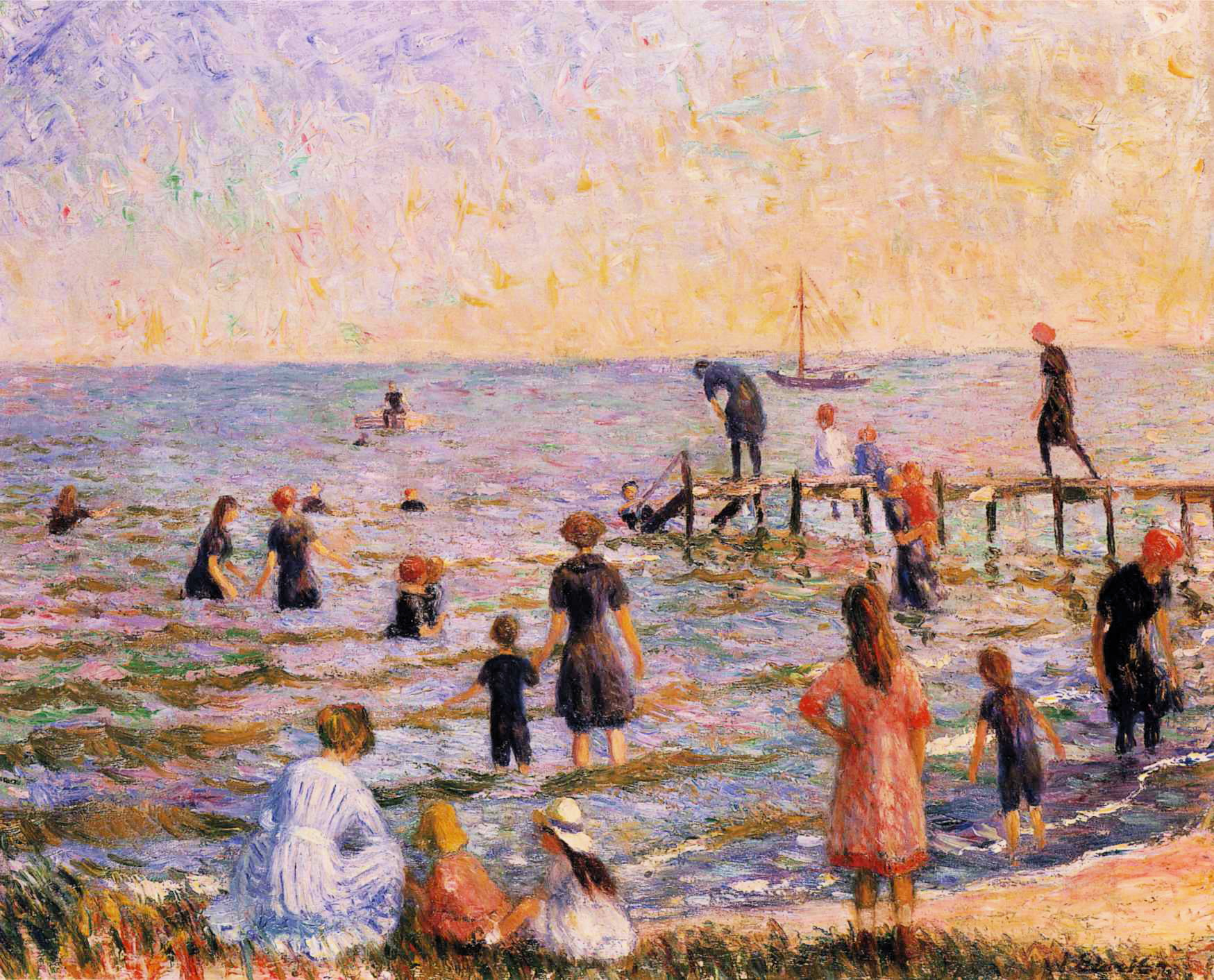
Bathing at Bellport
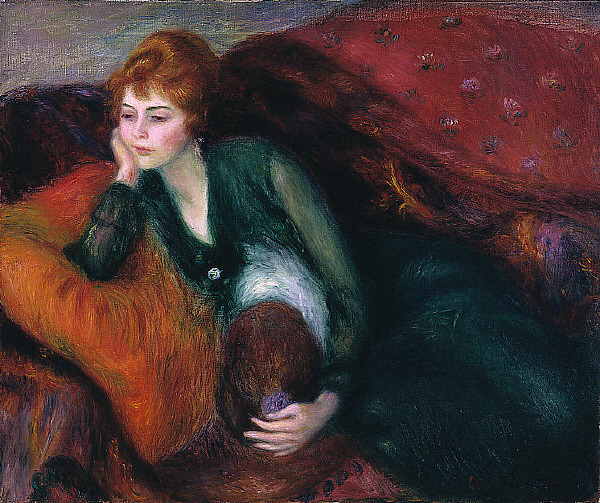
Young Woman in Green,
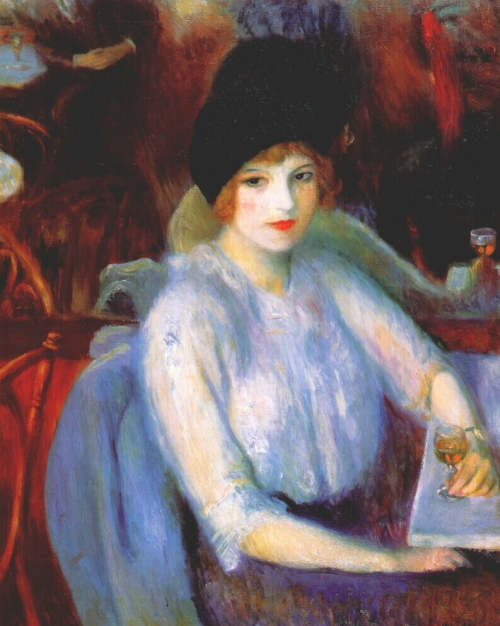
Cafe Lafayette
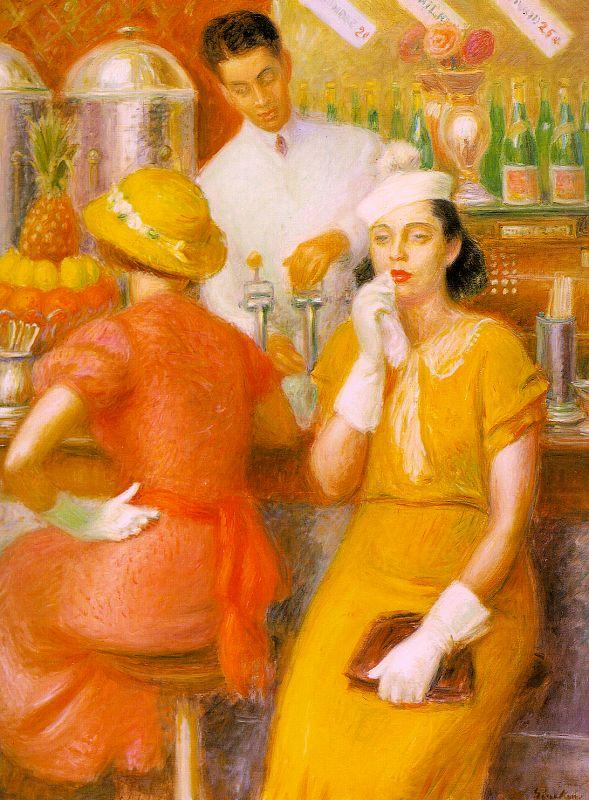
The Soda Fountain,